# Lijst van voetbalinterlands Mauritius - Oeganda
Deze lijst van voetbalinterlands is een overzicht van alle officiële voetbalwedstrijden tussen de nationale teams van Mauritius en Oeganda. De landen speelden tot op heden vijf keer tegen elkaar. De eerste ontmoeting was een kwalificatiewedstrijd voor de Afrika Cup 1976 op 14 september 1975 in Kampala. Het laatste duel, een kwalificatiewedstrijd voor het Wereldkampioenschap voetbal 2006, werd gespeeld in Curepipe op 16 november 2003.

## Wedstrijden
| № | Plaats     | Datum             | Competitie                   | Wedstrijd           | Uitslag |
| - | ---------- | ----------------- | ---------------------------- | ------------------- | ------- |
| 1 | Kampala    | 14 september 1975 | Afrika Cup 1976 kwalificatie | Oeganda − Mauritius | 4 − 0   |
| 2 | Port Louis | 28 september 1975 | Afrika Cup 1976 kwalificatie | Mauritius − Oeganda | 1 − 1   |
| 3 | Kampala    | 10 februari 1990  | Vriendschappelijk            | Oeganda − Mauritius | 4 − 1   |
| 4 | Kampala    | 11 oktober 2003   | WK 2006 kwalificatie         | Oeganda − Mauritius | 3 − 0   |
| 5 | Curepipe   | 16 november 2003  | WK 2006 kwalificatie         | Mauritius − Oeganda | 3 − 1   |

## Samenvatting
| Competitie              | Totaal gespeeld | Winst Mauritius | Gelijk | Winst Oeganda | Doelsaldo Mauritius – Oeganda |
| ----------------------- | --------------- | --------------- | ------ | ------------- | ----------------------------- |
| WK-kwalificatie         | 2               | 1               | 0      | 1             | 3 − 4                         |
| Afrika Cup-kwalificatie | 2               | 0               | 1      | 1             | 1 − 5                         |
| Vriendschappelijk       | 1               | 0               | 0      | 1             | 1 − 4                         |
| Totaal                  | 5               | 1               | 1      | 3             | 5 − 13                        |

MFA · Mauritiaans vrouwenelftal
1947 – 1959 · 
1960 – 1969 · 
1970 – 1979 · 
1980 – 1989 · 
1990 – 1999 · 
2000 – 2009 · 
2010 – 2019 ·
2020 – 2029
Angola ·
Botswana ·
Burundi ·
Comoren ·
Congo-Brazzaville ·
Congo-Kinshasa ·
Djibouti ·
Egypte ·
Equatoriaal-Guinea ·
Ethiopië ·
Fiji ·
Gabon ·
Ghana ·
Guinee ·
Hongkong ·
India ·
Indonesië ·
Ivoorkust ·
Kaapverdië ·
Kameroen ·
Kenia ·
Lesotho ·
Liberia ·
Libië ·
Macau ·
Madagaskar ·
Malawi ·
Malediven ·
Mauritanië ·
Mongolië ·
Mozambique ·
Namibië ·
Nepal ·
Nieuw-Caledonië ·
Oeganda ·
Pakistan ·
Qatar ·
Rwanda ·
Saint Kitts en Nevis ·
Sao Tomé en Principe ·
Senegal ·
Seychellen ·
Singapore ·
Soedan ·
Swaziland ·
Syrië ·
Tanzania ·
Togo ·
Tsjaad ·
Tunesië ·
Zambia ·
Zimbabwe ·
Zuid-Afrika
FUFA · 
A-internationals · 
Oegandees vrouwenelftal
Algerije ·
Angola ·
Bahrein ·
Benin ·
Botswana ·
Burkina Faso ·
Burundi ·
Centraal-Afrikaanse Republiek ·
Comoren ·
Congo-Brazzaville ·
Congo-Kinshasa ·
Djibouti ·
Ecuador ·
Egypte ·
Eritrea ·
Ethiopië ·
Gabon ·
Gambia ·
Ghana ·
Guinee ·
Guinee-Bissau ·
IJsland ·
Irak ·
Iran ·
Ivoorkust ·
Jemen ·
Kaapverdië ·
Kameroen ·
Kenia ·
Koeweit ·
Lesotho ·
Libanon ·
Liberia ·
Libië ·
Madagaskar ·
Malawi ·
Mali ·
Marokko ·
Mauritanië ·
Mauritius ·
Moldavië ·
Mozambique ·
Namibië ·
Niger ·
Nigeria ·
Oezbekistan ·
Rwanda ·
Saoedi-Arabië ·
Sao Tomé en Principe ·
Senegal ·
Seychellen ·
Slowakije · 
Soedan ·
Somalië ·
Tadzjikistan ·
Tanzania ·
Togo ·
Tsjaad ·
Tunesië ·
Turkmenistan ·
Zambia ·
Zimbabwe ·
Zuid-Afrika ·
Zuid-Soedan